# Geyse Ferreira
Geyse da Silva Ferreira (født 27. marts 1998), mest kendt som Geyse eller Pretinha, er en kvindelig brasiliansk fodboldspiller, der spiller angreb for spanske Madrid CFF i Primera División og Brasiliens kvindefodboldlandshold.
Hun fik landsholdsdebut i september 2017, mod Chile, og var også en del af Brasiliens bruttotrup frem mod VM i fodbold for kvinder 2019 i Frankrig, men var kun aktuel i to kampe hvor hun i begge sad på bænken. Forhen havde hun en stor rolle på Brasiliens U/20-landshold.